# Річ у собі
Річ у собі (Річ сама по собі)  (нім. Ding an sich; англ. Thing in itself) — термін, який Іммануїл Кант використовував у своїй філософії для позначення сутності, цілком незалежної від досвіду. В історії філософії цей термін використовують для позначення концепції, покладеної в основу праці І. Канта «Критика чистого розуму».
Концепція речей у собі передбачає: світ з усіма його об'єктами завжди даний нам опосередковано через сприйняття; простір і час — це лише вроджені форми сприйняття. Звідси: світ у цілому та будь-який об'єкт у ньому зокрема складається з двох рівнів: (1) істинний об'єкт (неявлений об'єкт, річ у собі, ноумен) та (2) об'єкт у його відношеннях до інших об'єктів (явлений об'єкт, річ для нас, феномен). Перший рівень прихований від сприйняття, а другий рівень, що його (і лише його) ми сприймаємо, — це лише приблизні і здебільшого викривлені наші уявлення про об'єкт.
«Отже, ми хотіли сказати, що всяке наше споглядання є ніщо інше, як уявлення про феномен (Erscheinung), і що речі, які ми споглядаємо, не є самі по собі такими, як ми їх споглядаємо, ані їх відношення самі по собі не такі, як вони нам являються, і що якби ми усунули наш суб'єкт або хоча б тільки суб'єктивний характер чуттів узагалі, то всі характеристики об'єктів і всі відношення їх у просторі й часі, та й самі простір і час зникли б: як явища вони можуть існувати лише в нас, а не самі по собі. Яким може бути стан предметів самих по собі і окремо від цієї сприйнятливості (Rezeptivität) нашої чуттєвості, нам залишається цілком невідомо. Ми не знаємо нічого, крім притаманного нам способу сприймати їх, який, хоча й має належати всякій людині, але не є необхідним для всякої істоти»
На думку дослідників, хоча сам Кант пише про непізнаваність речі в собі, проте навіть у рамках «Критики чистого розуму» він вказує, що річ у собі має певні властивості, а також наводить деякі її характеристики: (1) річ у собі знаходиться поза простором і часом, тобто незалежно від нашої свідомості; (2) річ у собі — це непідвладні для нашого сприйняття внутрішні властивості речі; (3) річ у собі діє на наші органи відчуттів і таким чином проявляється як явище, як «річ для нас», тобто вона служить причиною явища.